# Чернігівська жіноча гімназія
Черні́гівська жіно́ча гімна́зія — заснована 1865 року, як училище першого розряду. Навчальний заклад містився в окремому будинку. В перший рік в училищі було тільки 92 учениці.
Серед викладачів училища, гімназії а потім школи № 2, що містилась у цьому будинку були: брати Коцюбинські, вчений Дядиченко, композитор Черняк, поет Ігнатенко і багато інших.

## Історія
1871 року — Чернігівське жіноче училище отримує статус гімназії. Гімназія спочатку мала 8 основних і 2 підготовчих класів. Перевага у навчанні надавалась гуманітарним предметам, зокрема іноземним мовам, музиці, танцям, співам, рукоділлю, правилам гарної поведінки.
1899 році — жіноча гімназія одержала новий двоповерховий будинок (див. фото), який був зведений за проектом Д. В. Савицького на території зруйнованої колишньої Чернігівської фортеці,
1915 року — учениць у навчальному закладі нараховувалось уже 840.
17 червня 1917 року — Тимчасовий уряд прийняв постанову про перетворення 8 класних гімназій у 4 класні. Це був крок до остаточної ліквідації гімназій. І Чернігівської жіночої зокрема.
1919 року — замість Чернігівської жіночої гімназії було утворено трудову школу № 2.
1944 — під час Другої світової війни приміщення школи було пошкоджено, але зайняття не припинялись ні на день. Після війни будівлю було відреставровано.
1983 року — у будівлі, яка є пам'яткою архітектури XIX століття розташований Чернігівський обласний художній музей ім. Григорія Ґалаґана.

## Випускниці
Любов Дельмас — оперна співачка

Софія Соколовська — Художній керівник Московської кіностудії ім. Горького.

## Сучасність
На цей час у будинку розміщено Чернігівський обласний художній музей ім. Григорія Галагана